# В'юни (село)
В'юни (рос. Вьюны) — село у Коливанському районі Новосибірської області Російської Федерації.
Входить до складу муніципального утворення В'юнська сільрада. Населення становить 1025 осіб (2010).

## Історія
Згідно із законом від 2 червня 2004 року органом місцевого самоврядування є В'юнська сільрада.

## Населення
| 2002 | 2007  | 2010  |
| ---- | ----- | ----- |
| 1103 | ↗1283 | ↘1025 |